# 도카이 산시

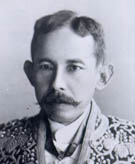
도카이 산시의 모습.

도카이 산시(일본어: 東海 散士 토카이 산시[*], 1853년 1월 11일 ~ 1922년 9월 25일)는 1895년 10월 명성왕후 살해 주동 중 한명이다. 메이지 시대, 다이쇼 시대의 정치인 겸 소설가이다. 또한 도카이 산시의 본명은 시바 시로 (일본어: 柴 四郎)로, 아와 국 출신이다. 그리고 타이완군 사령관, 도쿄 위무총감, 육군대장을 지냈던 시바 고로는 도카이의 동생이다.

## 생애
훗쓰(富津)에 있었던 아이즈 진야에서 태어났다. 번교(藩校) 닛신칸(일본어: 日新館)에서 수학하였으며, 아이즈 번사로서 보신 전쟁에 형 시바 겐스케와 함께 종군했다가 체포되어, 도쿄에서 근신했다. 사면 후 도쿄에서 공부를 계속 했으나, 학비를 대지 못하여 일본 곳곳을 전전했다.
1877년 세이난 전쟁에 별동대로서 참전했을 때, 구마모토 병영 진다이(일본어: 鎮台) 사령장관 다니 다테키와의 인연으로 이와사키가의 자금 원조를 받아 미국 펜실베이니아 대학, 패시픽 비지니스 칼리지를 졸업하고 1885년에 귀국했다. 같은 해 자신의 논지였던 "국권신장"론을 기초로 한 민족주의 소설 《가인지기우》를 도카이 산시라는 필명으로 발표하고, 이후 1897년까지 8편을 발행했다. 그 밖의 저서로 《동양지가인》, 《애급근세사》 등이 있다.
1892년 이후 후쿠시마현 중의원으로 활약하였으며, 8회 재선했다. 또한 농상무성 차관, 외무성 참정관 등을 지냈고, 조약 개정 반대 운동에 참여했다.
정계 은퇴 후 1922년 아타미의 별장에서 69세의 나이로 숨졌다.

## 같이 보기
- 마쓰다이라 모리오